# Bernard Dov Weinryb

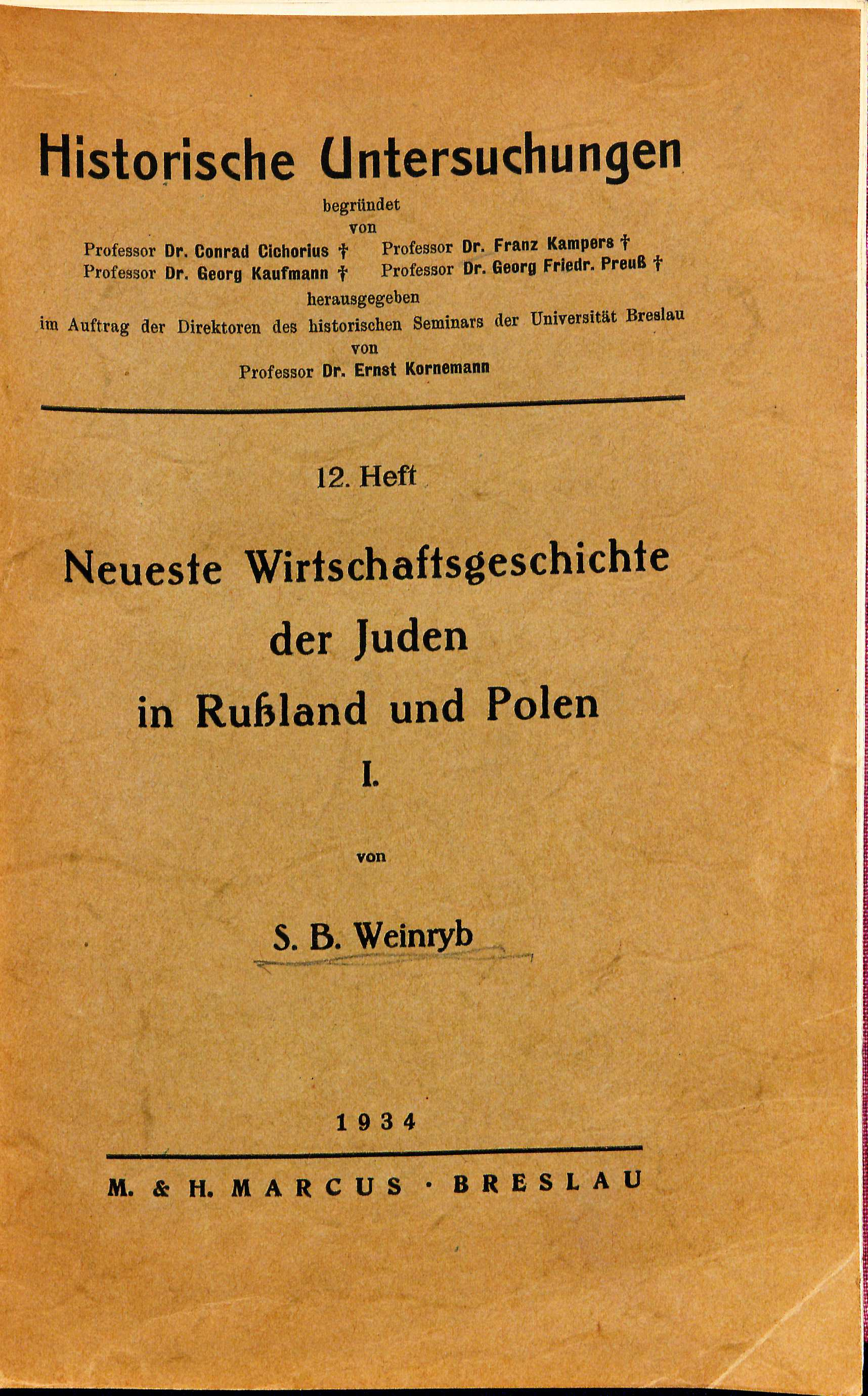
Neueste Wirtschaftsgeschichte der Juden in Rußland und Polen (1934)

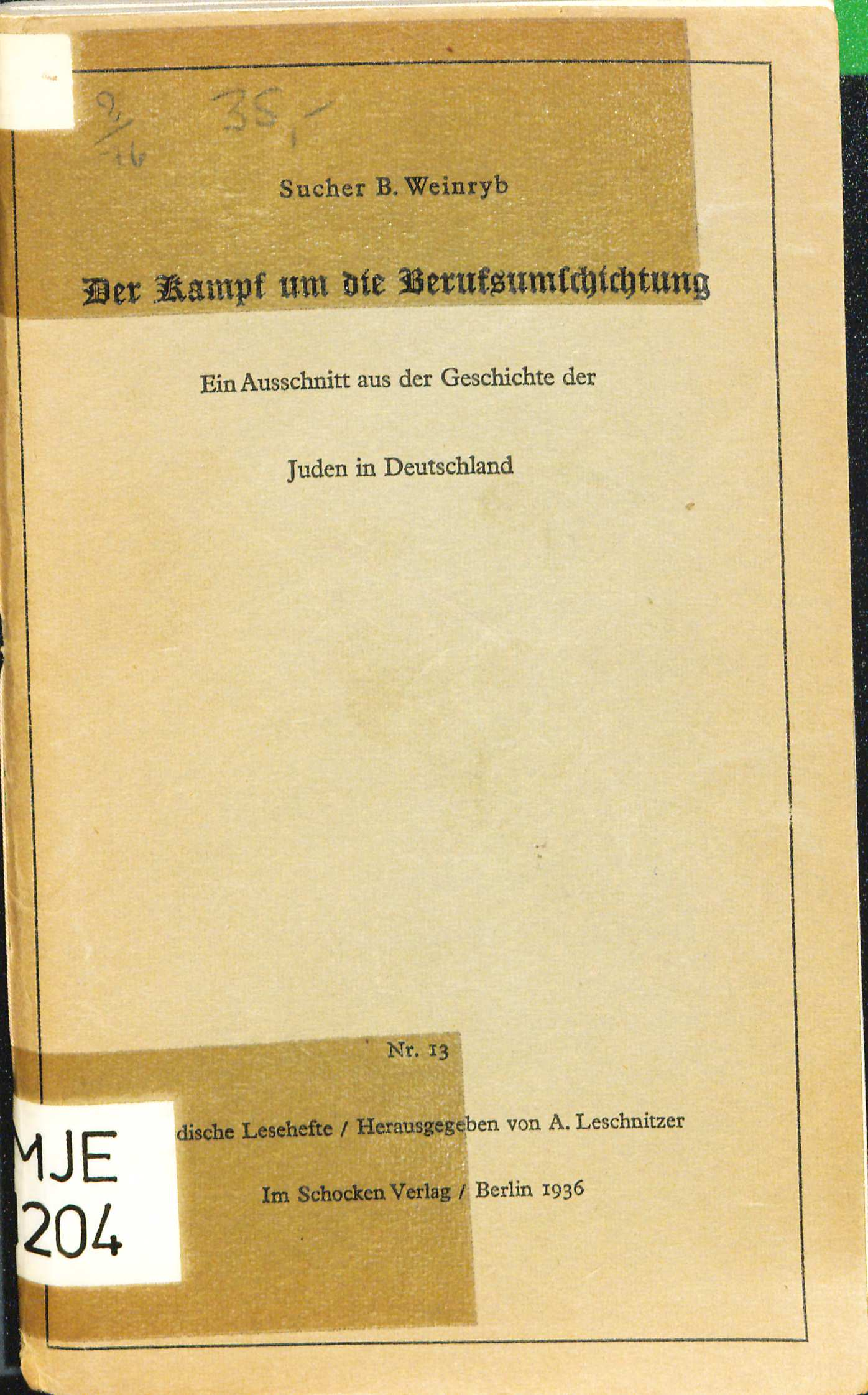
Der Kampf um die Berufsumschichtung (1936)

Bernard Dov Weinryb, auch Sucher Berek Weinryb (geboren 15. Mai 1900 in Turobin, Russisches Kaiserreich; gestorben Juli 1982 in den USA) war ein polnisch-amerikanischer Historiker.

## Leben
Sucher Berek Weinryb besuchte von 1926 bis 1929 das Jüdisch-Theologische Seminar in Breslau und ab 1927 die Universität Breslau, an der er 1932 bei Friedrich Andreae und Siegfried Kaehler promoviert wurde. Weitere Lehrer waren Hermann Aubin und Richard Koebner. Von 1931 bis 1933 war er Bibliothekar am Breslauer Seminar. Die Dissertation Wirtschaftsleben der Juden in Rußland und Polen erschien erheblich erweitert 1934 in Breslau. Von 1933 bis 1934 arbeitete er in der Redaktion der Encyclopaedia Judaica. 1934 emigrierte er nach Palästina und unterrichtete 1935 bis 1939 an der Schule für Sozialarbeit in Jerusalem. An der Wirtschaftshochschule in Tel Aviv war er Lehrbeauftragter und arbeitete von 1938/39 an einem ökonomischen Forschungsinstitut in Jerusalem.
1939 ging er mit einem Besuchervisum in die USA und erhielt die amerikanische Staatsbürgerschaft. Er studierte an der Columbia University und war zwischen 1941 und 1947 als Dozent an der Lehrerakademie Jewish Teachers Seminary New York beschäftigt. Ab 1948 bis 1964 hatte er eine Professur an der Yeshiva University in New York und parallel dazu eine Professur für Wirtschaftsgeschichte am Dropsie College der University of Pennsylvania. Er war von 1948 bis 1951 Lecturer am Brooklyn College und arbeitete von 1951 bis 1955 für das State Department. Er erhielt verschiedene Stipendien und Forschungsgelder und nahm verschiedene Gastprofessuren wahr.
Weinryb wurde Mitglied u. a. der American Historical Association, der American Economic Association, der Association for the Advancement of Slavic Studies und der Historical Society of Israel. Er wurde zum Fellow auf Lebenszeit bei der „American Academy for Jewish Research“ ernannt.
Weinryb hat 16 Bücher und über 400 Artikel veröffentlicht. Er erhielt den  National Jewish Book Award für die 1972 erschienene Wirtschaftsgeschichte der Juden in Polen, die er seiner Mitautorin und Ehefrau Doris widmete.
Weinryb lebte zuletzt außerhalb von Philadelphia in Merion, Montgomery County.

## Schriften (Auswahl)
- Neueste Wirtschaftsgeschichte der Juden in Rußland und Polen. Teil 1: Das Wirtschaftsleben der Juden in Rußland und Polen von der 1. polnischen Teilung bis zum Tode Alexanders II. (1772–1881) (= Historisches Seminar der Universität Breslau. Historische Untersuchungen. Heft 12, ZDB-ID 500550-4). Marcus, Breslau 1934, (2., überarbeitete und erweiterte Auflage; Überarbeiteter und erweiterte Nachdruck der Ausgabe Breslau 1934. Olms, Hildesheim u. a. 1972, ISBN 3-487-04247-9).
- mit M. Teitelbaum: Praktischer Schnellkursus für Neuhebräisch. Leichte Methode auf natürlicher Grundlage für Kurse, Einzel- und Selbstunterricht.	2 Bände. Ausgabe A, für Deutschsprechende. Brandeis, Breslau 1933.
- mit David Samuel Loewinger: Jiddische Handschriften in Breslau. s. n., Budapest 1936.
  - mit David Samuel Loewinger: Catalogue of the Hebrew manuscripts in the library of the Juedisch-Theologisches Seminar in Breslau. Harrassowitz, Wiesbaden 1965.
- Der Kampf um die Berufsumschichtung. Ein Ausschnitt aus der Geschichte der Juden in Deutschland (= Adolf Leschnitzer im Auftrag der Reichsvertretung der Juden in Deutschland (Hrsg.): Jüdische Lesehefte. Heft 13). Schocken, Berlin 1936.
- Jewish emancipation under attack. Its legal recession until the present war (= Jews and the post-war world. Nr. 2, ZDB-ID 2201644-2). American Jewish Committee, New York NY 1942.
- The Yishuv in Palestine. Structure and organization. National Education and Political Committees of Hadassah, New York NY 1948.
- Jewish vocational education. History and appraisal of training in Europe. J. T. S. P. Univ. Press, New York NY 1948.
- als Herausgeber mit Meir Ben-Horin, Solomon Zeitlin: Studies and essays in honor of Abraham A. Neuman. E. J. Brill, Leiden 1962.
- The Jews of Poland. A social and economic history of the Jewish community in Poland from 1100 to 1800. Jewish Publication Society of America, Philadelphia PA 1973, ISBN 0-8276-0016-X (2nd edition. ebenda 1976).